# سيرجيو باريزي
سيرجيو باريزي (بالبرتغالية: Sérgio Baresi‏) هو لاعب كرة قدم ومدرب كرة قدم برازيلي في مركز الدفاع، ولد في 2 يناير 1972 في ساو باولو في البرازيل. لعب مع نادي ساو باولو.

## وصلات خارجية
- سيرجيو باريزي على موقع قاعدة بيانات كرة القدم.إي يو (الإنجليزية)
- سيرجيو باريزي على موقع Soccerway.com (الإنجليزية)
- سيرجيو باريزي على موقع عالم كرة القدم.نت (الإنجليزية)